# パタキ・デーネシュ
パタキ・デーネシュ（ハンガリー語: Dénes Pataky、1916年6月30日 - 1987年4月7日）は、ハンガリー、ブダペスト出身のフィギュアスケート選手（男子シングル）。
1936年ガルミッシュ・パルテンキルヘンオリンピックハンガリー代表。1935年世界選手権銅メダリスト。1934年欧州選手権銀メダリスト。

## 主な戦績
| 大会/年          | 1932-33 | 1933-34 | 1934-35 | 1935-36 |
| ---------------- | ------- | ------- | ------- | ------- |
| オリンピック     |         |         |         | 9       |
| 世界選手権       |         | 5       | 3       | 6       |
| 欧州選手権       |         | 2       |         |         |
| ハンガリー選手権 | 1       | 1       | 1       | 1       |